# هاري أ. بولارد
هاري أ. بولارد (بالإنجليزية: Harry A. Pollard)‏ (و. 1879 – 1934 م) هو ممثل، وممثل أفلام، وكاتب سيناريو أمريكي، ولد في مقاطعة ريببليك، كانزاس، توفي في باسادينا، كاليفورنيا، عن عمر يناهز 55 عاماً، بسبب سرطان.

## وصلات خارجية
- هاري أ. بولارد على موقع IMDb (الإنجليزية)
- هاري أ. بولارد على موقع أول موفي (الإنجليزية)
- هاري أ. بولارد على موقع قاعدة بيانات الفيلم (الإنجليزية)